# Noh-Varr
Noh-Varr é um super-herói de histórias em quadrinhos americanas publicadas pela Marvel Comics. Ele aparece pela primeira vez em Marvel Boy # 1 (agosto de 2000). Ele apareceu nas minisséries Civil War: Young Avengers & Runaways e New Avengers: Illuminati. Depois de sua aparição em Secret Invasion, ele se junta aos Dark Avengers como Capitão Marvel.